# Saison 1 d'Iron Fist
Chronologie
Saison 2
Cet article présente les treize épisodes de la première saison de la série télévisée américaine Iron Fist.

## Synopsis
Le milliardaire Danny Rand, disparu depuis des années, est de retour à New York pour reprendre en main Rand Enterprises, l'entreprise familiale. Mais pour y parvenir, il devra affronter la corruption et le crime qui gangrènent ses dirigeants. Pour cela, il pourra compter sur sa connaissance des arts martiaux et sa capacité à utiliser le Poing de fer, une technique étudiée auprès des moines de K'un L'un. Il est suivi dans son combat par de précieux alliés tels que Colleen Wing et l'infirmière Claire Temple.

## Distribution

### Acteurs principaux
- Finn Jones (VF : Patrick Mancini) : Danny Rand / Iron Fist[1]
- Jessica Henwick (VF : Ingrid Donnadieu) : Colleen Wing[2]
- Tom Pelphrey (VF : Florian Wormser) : Ward Meachum (en)[2] (épisodes 1 à 9, 12 et 13)
- Jessica Stroup (VF : Stéphanie Lafforgue) : Joy Meachum (en)[2]
- David Wenham (VF : Yann Guillemot) : Harold Meachum (en)[2] (épisodes 1 à 5, 7 et 9 à 13)
- Ramon Rodriguez (VF : Damien Ferrette) : Bakuto (épisodes 7 et 9 à 12)
- Sacha Dhawan (VF : Benjamin Penamaria) : Davos (épisodes 9 à 13)

### Acteurs récurrents et invitées
- Barrett Doss (VF : Célia Asensio) : Megan (épisodes 1, 2, 4 à 7 et 13)
- Henry Yuk (VF : Sylvain Clément) : Hai-Qing Yang (épisodes 4, 7 et 9)
- Olek Krupa (VF : Miglen Mirtchev) : Radovan Bernivig (épisodes 5 à 7)
- Ramon Fernandez (VF : Julien Meunier) : Kevin Singleton (épisodes 3 et 10 à 12)
- Clifton Davis (VF : Christophe Seugnet) : Lawrence Wilkins (épisodes 4, 5, 7, 8 et 10)
- Marquis Rodriguez (VF : Oscar Douieb) : Darryl (épisodes 2 à 4, 7 et 10)
- David Furr : Wendell Rand (épisodes 1, 2, 8 et 13)
- Alex Wyse (VF : Pierre-Henri Prunel) : Kyle (épisodes 1, 2, 9 et 10)
- Murray Bartlett : Dr. Paul Edmonds (épisodes 2 et 9)
- Victoria Haynes : Heather Rand (épisodes 1 et 2)
- Elise Santora : Maria Rodriguez (épisodes 4, 5, 7 et 10)
- John Sanders : Donald Hooper (épisodes 4, 5, 7 et 10)
- Lewis Tan : Zhou Cheng[3] (épisode 8)
- Toby Nichols : Danny Rand enfant (épisodes 1 à 3 et 13)
- Esau Pritchett : Shannon (épisodes 1 et 3)
- Adam Feingold : Joe l’aide soignant (épisodes 1 et 2)
- Zakiya Young : Infirmière Smith (épisodes 1 et 2)
- Donte Grey : Caleb (épisodes 2 et 3)
- Craig Geraghty : Le maître de cérémonie (épisodes 3 et 4)
- Samantha Herrera : Becca (épisodes 4 et 11)
- Shirine Babb : Sandi Ann (épisodes 5 et 9)
- Jeanna de Waal : Sophia (épisodes 5 et 7)
- Suzanne H. Smart : Shirley Benson (épisode 6)

### Invités venant des autres séries Marvel/Netflix
Daredevil
- Rosario Dawson (VF : Annie Milon) : Claire Temple[2] (épisodes 5, 6, 8, 9, 11 et 13)
- Wai Ching Ho (VF : Marie-Martine) : Madame Gao[4] (épisodes 3 à 10 et 13)

Jessica Jones
- Carrie-Anne Moss (VF : Danièle Douet) : Jeri Hogarth[2] (épisodes 3, 4 et 13)

Luke Cage
- Tijuana Ricks (VF : Marjorie Frantz) : Thembi Wallace (épisodes 5 et 13)

## Liste des épisodes

### Épisode 1:Neige cède sous les pas
- David Furr (Wendell Rand)
- Toby Nichols (Daniel Rand enfant)
- Victoria Haynes (Heather Rand)
- Ilan Eskenazi (Ward Meachum adolescent)
- Esau Pritchett (Shannon)
- Aimee Laurence (Joy Meachum enfant)
- Craig Walker (Big Al)
- Barrett Doss (Megan)
- Alex Wyse (Kyle)
- Steve Greenstein (Le vendeur de cacahuètes)
- MaameYaa Boafo (La réceptionniste de Rand)
- James Albert Hutchinson III (Premier garde de la sécurité chez Rand)
- Adam Feingold (L'agent hospitalier)
- Zakiya Young (Infirmière Smith)

Un jeune homme se rend au building de Rand Enterprises dans le quartier d'affaires de Manhattan pour voir Harold Meachum. Pris pour un excentrique, il est raccompagné vers la sortie par les vigiles. Après s'être débarrassé de ses adversaires grâce à ses aptitudes en arts martiaux, il parvient au bureau de Ward et Joy Meachum, les nouveaux dirigeants. Il se présente comme Danny Rand, l'héritier de l'entreprise disparu depuis quinze ans mais les deux cadres ne le croient pas. Voulant voir Harold Meachum leur père, il est informé que ce dernier est décédé à la suite d'un cancer 12 ans auparavant. Une seconde fois, il est ramené de force à l'extérieur. Décidé à avoir des plus amples informations, il se rend chez son ancien domicile, une propriété chic au 19 Gramercy Park. Il y pénètre et y voit les photos de sa famille et des Meachum. Sur le toit, il se remémore son enfance et les relations houleuses qu'il avait avec Ward. Lorsque Joy rentre chez elle, il s'enfuit.

N'ayant pas d'argent, Danny dort à la belle étoile dans Central Park et sympathise avec un SDF prénommé Al. Alors qu'il fait des exercices, une jeune femme, Colleen Wing, vient poser des affichettes pour ses cours d'arts martiaux et lui donne deux dollars, prenant Danny pour un saltimbanque. Il lui propose de lui donner des cours à son dojo mais la jeune femme refuse et part. De retour à Gramercy Park, Danny tente une nouvelle fois de parler à Joy sans succès. Alors qu'un taxi tente de le renverser, le jeune homme l'évite en faisant un bond spectaculaire et part. Joy raconte son aventure à Ward. Il pense que Danny est un imposteur et qu'il apparaît au moment où la compagnie doit faire une percée sur le marché chinois. Ward décide d'éliminer Danny une bonne fois pour toutes. Alors que ce dernier est dans le quartier chinois, il rend visite à Colleen au dojo Chikara pour voir s'il pourrait obtenir un poste de professeur de Kung Fu mais il reçoit à nouveau une réponse négative. Alors qu'il sort, il est attaqué par trois hommes et reconnait Shannon, l'un des vigiles de Rand Entreprises. Il réussit à mettre hors d'état de nuire les deux hommes et finit par apprendre le nom du commanditaire de son assassinat : Ward Meachum.

### Épisode 2:Faucon fantôme prend son envol
- Murray Bartlett (Docteur Paul Edmonds)
- James Hindman (Simon)
- Barrett Doss (Megan)
- Alex Wyse (Kyle)
- Marquis Rodriguez (Darryl)
- Donte Grey (Caleb)
- Michael Maize (Dink)
- Adam Feingold (Joe l'infirmier)
- Zakiya Young (Infirmière Smith)
- David Furr (Wendell Rand)
- Victoria Hayne (Heather Rand)
- Toby Nichols (Danny Rand jeune)

### Épisode 3:Coup de poing canon tonnerre grondant
- Carrie-Anne Moss (Jeri Hogarth)
- Wai Ching Ho (Madame Gao)
- Marquis Rodriguez (Darryl)
- Esau Pritchett (Shannon)
- Alok Tewari (Raj Patel)
- Ramon Fernandez (Kevin Singleton)
- Craig Geraghty (Le Maître du ring)
- Donte Grey (Caleb)
- Myles Humphus (Rusty)
- Toby Nichols (Danny Rand Jeune)

### Épisode 4:Paume des huit trigrammes du dragon
- Carrie-Anne Moss (Jeri Hogarth)
- Wai Ching Ho (Madame Gao)
- Marquis Rodriguez (Darryl)
- Barrett Doss (Megan)
- Clifton Davis (Lawrence Wilkins)
- Henry Yuk (Hai-Qing Yang)
- Russell Harden Koplin (Jennifer Many)
- Samantha Herrera (Becca)
- John Sanders (Donald Hooper)
- Elisa Santora (Maria Rodriguez)
- Craig Geraghty (Le Maître du ring)
- Jay Hieron (Jim Pierce)

### Épisode 5:Cueille la feuille de lotus par en dessous
- Wai Ching Ho (Madame Gao)
- Clifton Davis (Lawrence Wilkins)
- Barrett Doss (Megan)
- Olek Krupa (Radovan Bernivig)
- Shirine Babb (Sandy Ann)
- Sala Baker (King)
- Jeanna De Waal (Sophia)
- Alberto Bonilla (Melvin Ortiz)
- Carolyn Baeumler (Regina Fitzgerald)
- John Sanders (Donald Hooper)
- Elise Santora (Maria Rodriguez)
- Tijuana Ricks (Thembi Wallace)

### Épisode 6:Immortel surgit de la grotte
- Rosario Dawson (Claire Temple)
- Wai Ching Ho (Madame Gao)
- Hoon Lee (Lei Kung)
- Barrett Doss (Megan)
- Olek Krupa (Radovan Bernivig)
- Nikita Bogolyubov (Andrei Veznikov)
- Stan Demidoff (Grigori Veznikov)
- Jane Kim (La Fiancée des neuf araignées)
- David Sakurai (Scythe)
- Alessia Sushko (Sabina)
- Trent Armand Kendall (Wayne Olsen)
- Taylor Treadwell (Delicia)
- Suzanne H. Smart (Shirley Benson)

### Épisode 7:Abattre l'arbre avec ses racines
- Ramon Rodriguez (Bakuto)
- Wai Ching Ho (Madame Gao)
- Clifton Davis (Lawrence Wilkins)
- Henry Yuk (Hai-Qing Yang)
- Barrett Doss (Megan)
- Solomon Shiv (Alexi)
- Jeanna De Waal (Sophia)
- Olek Krupa (Radovan Bernivig)
- Marquis Rodriguez (Darryl)
- John Sanders (Donald Hooper)
- Elise Santora (Maria Rodriguez)

### Épisode 8:Bénédiction de multiples fractures
- Rosario Dawson (Claire Temple)
- Wai Ching Ho (Madame Gao)
- Clifton Davis (Lawrence Wilkins)
- David Furr (Wendell Rand)
- Lewis Tan (Zhou Cheng)

### Épisode 9:Maîtresse de toutes les agonies
- Ramon Rodriguez (Bakuto)
- Sacha Dhawan (Davos)
- Rosario Dawson (Claire Temple)
- Wai Ching Ho (Madame Gao)
- Alex Wyse (Kyle)
- Murray Bartlett (Docteur Paul Edmonds)
- Henry Yuk (Hai-Qing Yang)
- Shirine Babb (Sandi Ann)

### Épisode 10:Tigre noir dérobe le cœur
- Ramon Rodriguez (Bakuto)
- Sacha Dhawan (Davos)
- Wai Ching Ho (Madame Gao)
- Marquis Rodriguez (Darryl)
- Clifton Davis (Lawrence Wilkins)
- Ramon Fernandez (Kevin Singleton)
- Alex Wyse (Kyle)
- Elise Santora (Maria Rodriguez)
- John Sanders (Donald Hooper)
- Lauren LaVera (Ciara)
- Brandon Alan Smith (Eric)

### Épisode 11:Ramener le cheval à l'écurie
- Ramon Rodriguez (Bakuto)
- Sacha Dhawan (Davos)
- Rosario Dawson (Claire Temple)
- Ramon Fernandez (Kevin Singleton)
- Celia Au (Mary)
- Patrick Walker (Brian)
- Samantha Herrera (Becca)

### Épisode 12:Intercepter le grand chef
- Ramon Rodriguez (Bakuto)
- Sacha Dhawan (Davos)
- Ramon Fernandez (Kevin Singleton)
- Aimé Donna Kelly (Infirmière Stacy Hill)
- Christina Nieves (Infirmière Michaels)

### Épisode 13:Dragon joue avec le feu
- Sacha Dhawan (Davos)
- Rosario Dawson (Claire Temple)
- Carrie-Anne Moss (Jeri Hogarth)
- Wai Ching Ho (Madame Gao)
- Barrett Doss (Megan)
- Tijuana Ricks (Thembi Wallace)
- David Furr (Wendell Rand)
- Toby Nichols (Danny Rand enfant)